# Chrysosoma quadratum
Chrysosoma quadratum är en tvåvingeart som först beskrevs av Wulp 1884.  Chrysosoma quadratum ingår i släktet Chrysosoma och familjen styltflugor. Inga underarter finns listade i Catalogue of Life.